# Nathasja van Rosse
Nathasja van Rosse is een Nederlands klassiek gitarist. Ze heeft twee cd’s opgenomen.

## Biografie
Nathasja van Rosse begon haar studie op twaalfjarige leeftijd aan de Havo voor muziek en dans. Zij studeerde gitaar aan het Rotterdams Conservatorium en aan de Hochschule für Musik und Darstellende Kunst in Graz (Oostenrijk). In 1999 haalde zij op het Koninklijk Conservatorium in Den Haag haar masterdiploma bij Zoran Dukiç. Tijdens haar studie volgde zij masterclasses bij Leo Brouwer, David Russell, Alvaro Pierri, Pavel Steidl en Carlo Marchione. Haar eerste CD Guitar Music of South-America verscheen in 1999. Nathasja is op dit moment verbonden aan het Centrum voor Kunsten te Roosendaal. In 2005 won ze de docentenpluim van de EGTA met haar ‘young-talent’ klas. In 2006 speelde zij samen met de jazz-gitarist Olaf Tarenskeen op de Roots+ tournee. Nathasja speelt recitals over de hele wereld, o.a. in de Verenigde Staten, Canada, Duitsland, Turkije, Oostenrijk en Zwitserland. Haar tweede cd Levantine verscheen in 2007. Op deze cd staan verschillende composities die aan Nathasja zijn opgedragen. In 2007 heeft zij samen met Erik van Heijzen in Rotterdam de muziekschool VUGO opgericht.  

## Gitaren
Nathasja speelt op gitaren van Kolya Panhuyzen.

## CD’s

### Guitar Music of South-America (1999)
- Astor Piazzolla
  - Milonga del Angel
  - La Muerte del Angel
- Leo Brouwer
  - Hika
- M.M.Ponce Sonate III
  - first movement
  - second movement
  - third movement
- Agustin Barrios
  - Julia Florida
  - Un sueño en la Floresta

### Levantine (2007)
- Dusan Bogdanoviç: Levantine Suite
  - Prelude
  - Dance
  - Cantilena
  - Passacaglia
  - Postlude
- Andriy Andrushko
  - Waves’ Whispering
- Atanas Ourkouzounov: Fairy Tale
  - Fairy Tale
  - Prism
  - Crazy Dance
- Olaf Tarenskeen
  - Changes
- Dale Kavanagh: Three Pieces
  - Melissa
  - Contemplation
  - A la Fueco
- Erik Otte
  - El Rio Guadalquivir
- Andrew York
  - Introduction to Sunburst
  - Sunburst